# Sultán de Barongis
Sultán de Barongis (en cebuano: Sultan sa Barongis; en hiligueino: Sultan sg Barongis; en filipino: Sultan ng Barongis) es un municipio filipino de segunda categoría, situado al sur de la isla de Mindanao. Forma parte de la provincia de Maguindánao situada en la región de la Nación Mora.
Para las elecciones está encuadrado en el Segundo Distrito Electoral de esta provincia.

## Barrios
El municipio  de Sultán de Barongis  se divide, a los efectos administrativos, en 12 barangayes o barrios, conforme a la siguiente relación:
| - Angkayamat - Barurao - Bulod | - Darampua - Gadungán - Kulambog | - Langgapanán - Masulot - Papakán | - Tugal - Tukanakudén - Paldong |  |

## Historia

### Influencia española
Este territorio fue parte de la Capitanía General de Filipinas (1520-1898).
Hacia 1696 el capitán Rodríguez de Figueroa obtiene del gobierno español el derecho exclusivo de colonizar Mindanao.
El 1 de febrero de este año parte de Iloilo alcanzando la desembocadura del Río Grande de Mindanao, en lo que hoy se conoce como la ciudad de Cotabato.

### Ocupación estadounidense
En 1903, al comienzo de la ocupación estadounidense de Filipinas Cotabato forma parte de la nueva provincia del Moro. En septiembre de 1914 se crea el Departamento de Mindanao y Sulú, una de sus provincias es Provincia de Cotabato y Lambayong fue uno de sus distritos municipales.

### Independencia
El 29 de octubre de 1952 el distrito municipal de  Lambayong, pasa a convertirse en municipio. El 21 de junio de 1959 cambia su nombre por el de Sultán sa Barongis. De su término fueron segregándose los siguientes municipios, a saber:
El  22 de noviembre de 1973 fue segregado de su término el nuevo municipio de Mariano Marcos, en la provincia de Sultan Kudarat. Hoy es este municipio el que oficialmente se denomina Lambayong.
El 4 de septiembre de 2004 11 barrios Sultan sa Barongis fueron trasladados al municipio de nueva creación de Rajah Buayan, reduciendo así el número de barrios de 23 a 12.